# パヤトンズー
パヤトンズー（東部ポー・カレン語: ကၠံင်သိုင့်ဖၠုံးဍုံ、ビルマ語: ဘုရားသုံးဆူမြို့）は、 タイとの国境近くに位置するミャンマー南部のカレン州にある町である。国境をなすスリー・パゴダ・パスでタイ側のノンルー準郡と接する。また、カレン州コーカレイ県チャインセイジー郡区パヤトンズー準郡の行政機関所在地でもある。